# 18601 Zafar
18601 Zafar (1998 BL11) là một tiểu hành tinh vành đai chính được phát hiện ngày 23 tháng 1 năm 1998 bởi Nhóm nghiên cứu tiểu hành tinh gần Trái Đất phòng thí nghiệm Lincoln ở Socorro.